# Architis catuaba
Architis catuaba là một loài nhện trong họ Pisauridae.
Loài này thuộc chi Architis. Architis catuaba được miêu tả năm 2008 bởi Santos.